# Charles Philippi
Pour l’article homonyme, voir Philippi.
Charles Philippi est un artiste de layout et directeur artistique américain. Il est principalement connu pour son travail au sein de studios Disney.

## Filmographie
- 1931 : Mélodies égyptiennes, layout
- 1931 : Le Vilain Petit Canard, layout
- 1931 : The Clock Store, layout
- 1931 : The Spider and the Fly, layout
- 1931 : The Fox Hunt, layout
- 1932 : The Bird Store, layout
- 1933 : Au pays de la berceuse, layout
- 1937 : Blanche-Neige et les Sept Nains, directeur artistique
- 1940 : Pinocchio, directeur artistique
- 1940 : Fantasia, segment L'Apprenti sorcier, directeur artistique
- 1941 : Le Dragon récalcitrant, directeur artistique
- 1943 : Victoire dans les airs, directeur artistique
- 1944 : Le Printemps de Pluto, layout
- 1944 : Les Trois Caballeros, layout
- 1944 : La Boîte à musique, layout
- 1946 : Mélodie du Sud, directeur artistique
- 1946 : Pierre et le Loup, layout
- 1949 : Le Crapaud et le Maître d'école, layout
- 1950 : Cendrillon, layout
- 1951 : Alice au pays des merveilles, layout
- 1953 : Peter Pan, layout
- 1999 : Fantasia 2000, segment L'Apprenti sorcier, directeur artistique

Les éléments avant Blanche-Neige sont issus de Russel Merritt & J.B. Kaufman, Walt Disney's Silly Symphonies